# Hermann Wätjen
Hermann Wätjen (* 14. Februar 1876 in Bremen; † 5. März 1944 in Nimptsch) war ein deutscher Historiker. Wätjen lehrte zunächst ab 1919 Geschichte an der Technischen Hochschule Karlsruhe und war von 1922 bis 1942 ordentlicher Professor für Neuere und Mittlere Geschichte, insbesondere Wirtschaftsgeschichte an der Universität Münster. Er ist vor allem durch seine Arbeiten zur europäischen Überseegeschichte bekannt geworden.

## Leben und Wirken
Hermann Wätjen war der Sohn von Kaufmann und Bankier Eduard Wätjen (1848–1928), Inhaber der Firma Hermann Wätjen und Besitzer des Landgutes Alteneichen in Bremen-Horn. Er absolvierte das Alte Gymnasium in Bremen und studierte seit 1895 Rechtswissenschaften und Geschichte für zwei Semester an der Universität Straßburg. Ab dem dritten Semester studierte er Geschichte an der Universität Heidelberg. Besonders beeinflusst wurde er von Dietrich Schäfer. Ab 1896 war er Mitglied des Corps Rhenania Straßburg.
Er wurde 1900 promoviert in Heidelberg mit einer Arbeit über die erste englische Revolution und die öffentliche Meinung in Deutschland. Im Juli 1905 heiratete er Ilse Hepner. Aus der Ehe gingen zwei Söhne und eine Tochter hervor. Wätjen habilitierte sich 1908 ebenfalls in Heidelberg bei Hermann Oncken über die niederländischen Beziehungen zum Mittelmeer. In Heidelberg wurde er 1914 außerordentlicher Professor. Er verbrachte einige Zeit in Oxford und in Genf und reiste mehrere Jahre in überseeische Gebiete.
Im Jahre 1918 erfolgte seine Berufung als Nachfolger von Arthur Heinrich Böhtlingk auf einen Lehrstuhl für Geschichte an der Technischen Hochschule Karlsruhe. Von 1922 bis 1942 lehrte er als Professor für „neuere und mittlere, insbesondere Wirtschaftsgeschichte“ an der Universität Münster. Zu seinen akademischen Schülern gehörte Gerd Wunder. Er war Ehrenmitglied der Historisch Genootschap te Utrecht und der Maatschappij der Nederlandse Letterkunde. Wätjen war von 1929 bis 1933 Erster Vorsitzender der Historischen Kommission für Westfalen, die zu Beginn seiner Amtszeit als Verein aufgelöst und in den Provinzialverband Westfalen (Vorläufer des Landschaftsverbands Westfalen-Lippe) integriert wurde.
Seine Themen waren die Kolonialgeschichte der Niederlande, die Geschichte von Südamerika und Australien und die hanseatische Handelsgeschichte an der Westküste von Amerika. Wätjen veröffentlichte 1921 eine Arbeit über Das holländische Kolonialreich in Brasilien. Vorarbeiten für diese Arbeit hatte er 1910 in Holland begonnen und 1914 in Brasilien fortgesetzt. Wätjen veröffentlichte eine Reihe von Aufsätzen im Weltwirtschaftlichen Archiv. So verfasste er Beiträge über den Zucker, die deutsche Auswanderung nach Brasilien in den Jahren 1820 bis 1870 oder die Hansestädte und Brasilien. Für die Propyläen Weltgeschichte schrieb er die Abschnitte über die holländische und iberische Ausbreitung vom 16. bis zum 18. Jahrhundert und über Mittel- und Südamerika im 19. Jahrhundert.
Im Zweiten Weltkrieg verlor er durch die ersten Bombenangriffe auf Münster Haus und Gut. Wätjen starb im Alter von 68 Jahren. Er wurde am 29. April 1944 im väterlichen Erbbegräbnis auf dem Riensberger Friedhof in Bremen beigesetzt.

## Schriften
- Die Niederländer im Mittelmeergebiet zur Zeit ihrer höchsten Machtstellung (= Abhandlungen zur Verkehrs- und Seegeschichte. Bd. 2). Curtius, Berlin 1909.
- Das holländische Kolonialreich in Brasilien. Ein Kapitel aus der Kolonialgeschichte des 17. Jahrhunderts. Perthes, Gotha 1921.